# Diocèse catholique d'Helsinki
Pour les articles homonymes, voir Diocèse de Helsinki.
Le diocèse d'Helsinki est l'unique circonscription territoriale de l'Église catholique en Finlande.

## Présentation
Il a été érigé canoniquement par le pape Pie XII le 25 février 1955. Il avait auparavant été érigé en vicariat apostolique par Benoît XV le 8 juin 1920. L'évêque d'Helsinki siège à la cathédrale Saint-Henri d'Helsinki. Sa juridiction s'étend sur l'ensemble du territoire finlandais. L'évêque est actuellement Raimo Goyarrola (es). 

## Paroisses

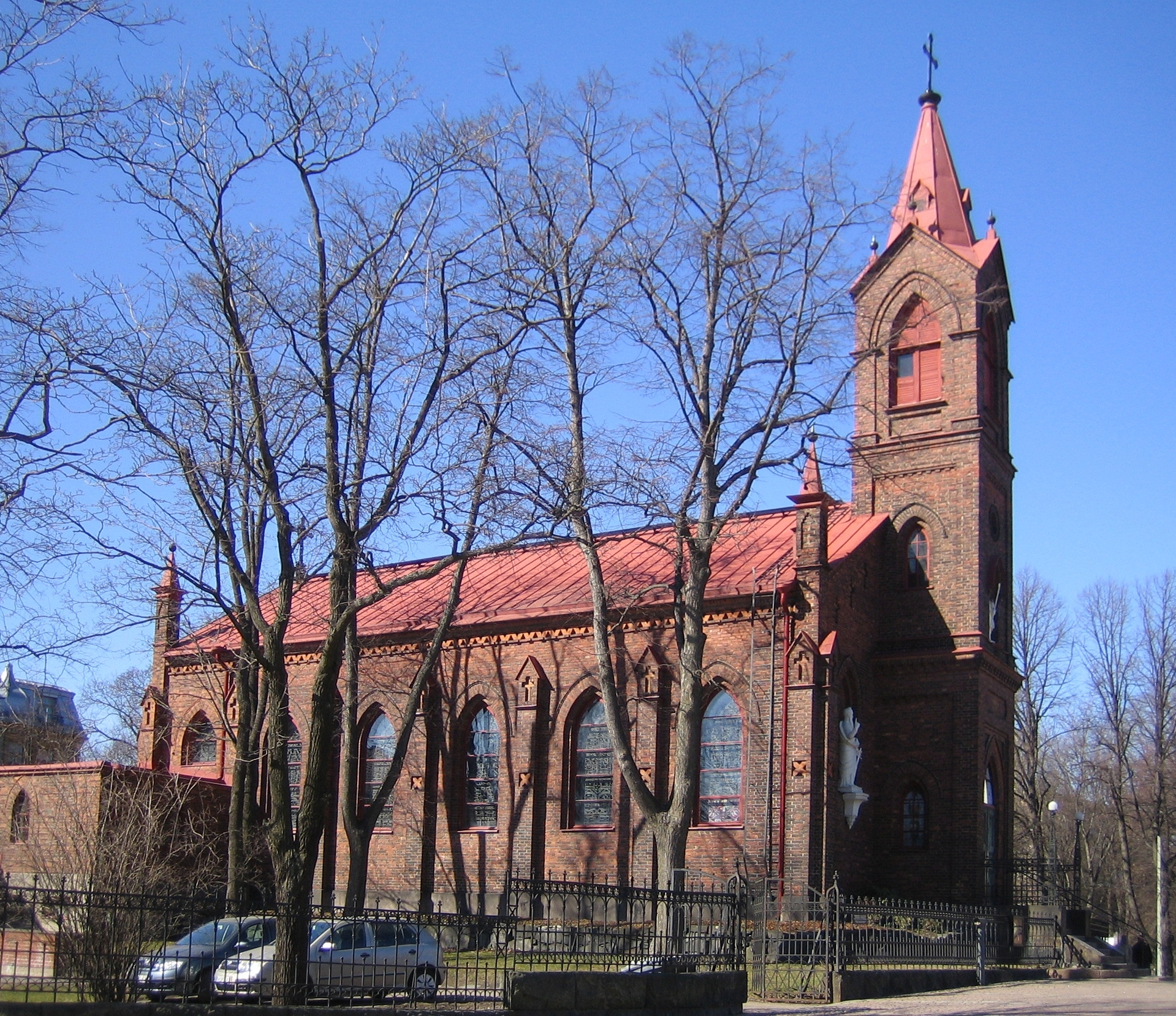
Cathédrale Saint-Henri.

Au début 2019, le diocèse compte 31 prêtres et 8 paroisses qui regroupent 15 483 paroissiens :
- Cathédrale Saint-Henri, Helsinki (centres secondaires - Tapanila (Vantaa), Porvoo)
- Église Sainte-Marie, Helsinki (centres secondaires- Olari (Espoo), Hyvinkää, Karis)
- Église Sainte-Brigitte et du Bienheureux Hemming, Turku (centres secondaires- Åland, Eurajoki, Pori)
- Église Saint-Olaf, Jyväskylä
- Église de la Sainte-Croix, Tampere (centres secondaires - Hämeenlinna, Kokkola, Kristinestad, Jakobstad, Seinäjoki, Vaasa)
- Église Sainte-Ursule , Kouvola (centres secondaires - Hamina, Kotka, Lahti, Lappeenranta)
- Église de la sainte famille de Nazareth, Oulu (centres secondaires - Rovaniemi, Tornio, Kemi, Kajaani)
- Église Saint-Joseph, Kuopio (centres secondaires - Mikkeli, Savonlinna, Joensuu, Lieksa)

## Ordinaires
Traditionnellement, le siège épiscopal est confié aux prêtres du Sacré-Cœur de Saint-Quentin.
- Johannes Michael Buckx, S.C.I.  † (20 mars 1921 - 23 mai 1923 nommé vicaire apostolique) (administrateur apostolique)

- Johannes Michael Buckx, S.C.I.  † (23 mai 1923 - 26 juillet 1933)
- Willem Cobben, S.C.I. † (19 décembre 1933 - 29 juin 1967)
- Paul Verschuren, S.C.I. † (29 juin 1967 - 18 septembre 1998)
- Józef Wróbel (de), S.C.I. (30 novembre 2000 - 28 juin 2008, nommé évêque auxiliaire de Lublin[2])
- Teemu Sippo, S.C.I. (16 juin 2009 - 20 mai 2019)
- Raimo Goyarrola (es), Opus Dei, depuis le 29 septembre 2023